# Ботанічний сад (Вроцлав)

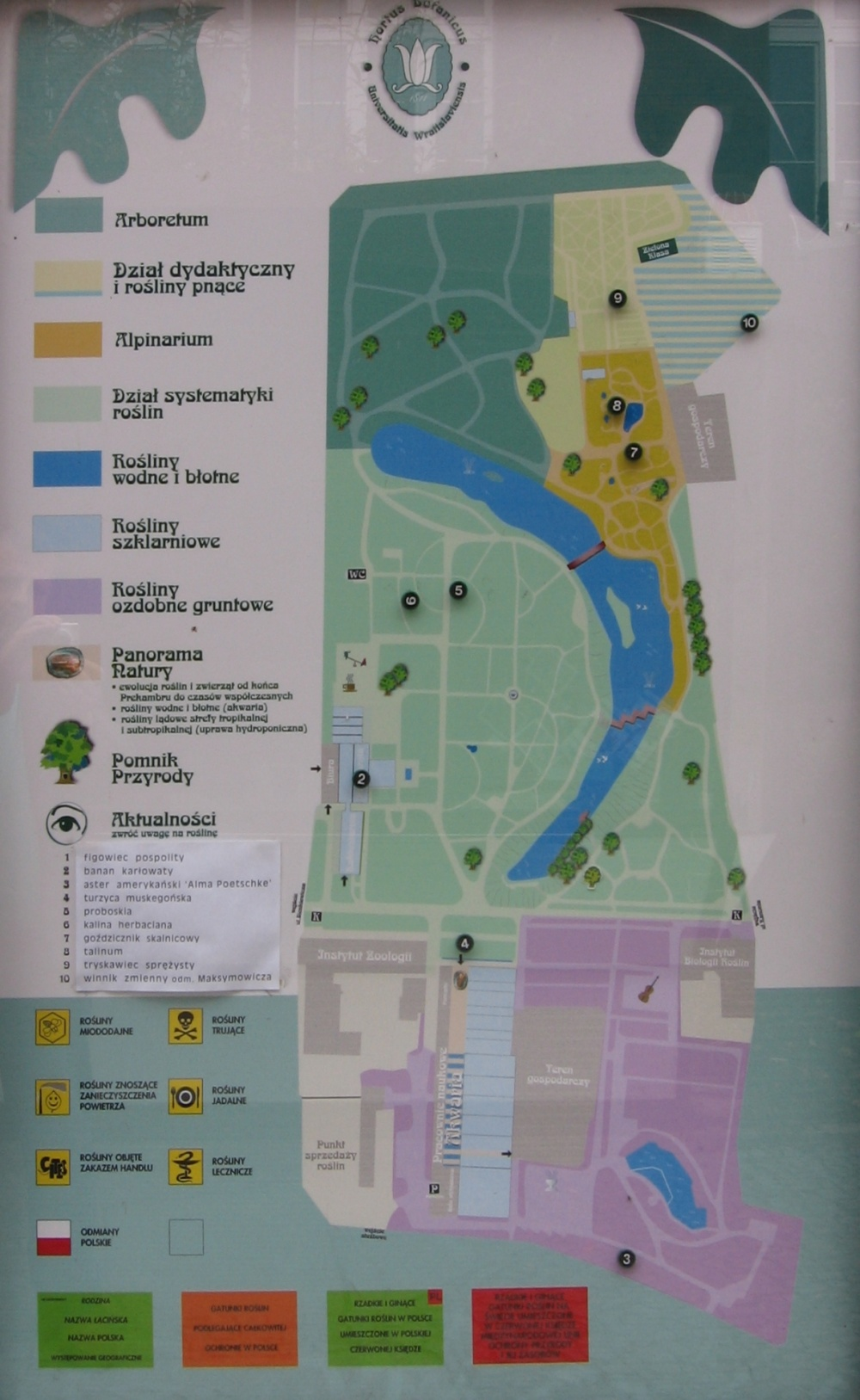
Мапа ботанічного саду Вроцлавського університету

 Ботанічний сад Вроцлавського університету  (пол. Ogród Botaniczny Uniwersytetu Wroclawskiego) — ботанічний сад у місті Вроцлав (Польща).
Ботанічний сад був заснований у 1811 році, він другий за віком ботанічний сад Польщі після Ботанічного саду Ягеллонського університету у Кракові. Ботанічний сад університету Вроцлава розташований з північного боку собору Святого Іоанна Хрестителя і церкви Святого Хреста, а також частково на острові Тумскому, на відстані близько 2 км від ринку. Відкритий з 1 квітня по 30 листопада.

## Історія
Спочатку сад займав близько 5 га, і першими його директорами в 1811–1816 рр. були його засновники — професор таксономії, анатомії і фізіології рослин Генріх Фрідріх Лінк і професор природної історії і землеробства Ф. Хейде. З 1816 по 1830 директором був Лудольф Крістиан Тревіранус. Його наступником в 1830–1852 рр. був систематик рослин Крістиан Готфрід Даніель Неес фон Ессенбек, який був відсторонений від посади з політичних причин у зв'язку з його діяльністю під час Весни народів (1848–1849). У 1852–1883 роках, коли директором ботанічного саду був Іоганн Генріх Роберт Гьопперт, сад був розширений.
Після Гьопперта ботанічний сад очолювали послідовно Адольф Енглер (до 1889), Карл Прантл (до 1893), Фердинанд Пакс (до 1926), Пітер Старк (до 1928), Йоханнес Будера (до 1945). Останній у 1933 році розширив межі саду на 1 га.
У 1945 році під час облоги фортеці Бреслау Червоною Армією була повністю знищена колекція садових рослин і 50% усіх рослин ботанічного саду. В саду німці створили зенітні позиції і побудували численні сховища боєприпасів. Навіть у 50-ті роки під час ретельного очищення садового ставка на дні знайшли значний арсенал.
Протягом перших трьох років після війни, на чолі зруйнованого ботанічного саду був професор ботаніки Станіслав Кульчинський, перший ректор Вроцлавського університету. У 1948 році було прийнято рішення про відбудову саду і цю задачу довірили професору Генріку Тележинському і Стефану Макку. В 1950-ті ботанічний сад був відкритий тільки по неділях і у свята. У 1957–1972 роки садом керувала доктор (пізніше професор) Зофья Гуміньська. В 1958 році сапери очистили ставок і побудували над ним арочний дерев'яний міст, який донині залишається одним із символів саду. З цього року сад відкритий для публіки кожен день тижня.
У 1960 році був приєднаний до саду ще один гектар землі, з боку вулиці Швентокжиської, на якому в 1967 році був збудований спеціальний басейн для водних рослин. З 1972 по 1980 рік на чолі саду була професор Крістіна Кукульчанка, в 1974 році ботанічний сад був включений до реєстру пам'яток Вроцлавського воеводства (з 1994 року, разом з історичним центром Вроцлава вважається історичною пам'яткою). З 1981 року садом керує професор Томаш Новак.

## Біологічні характеристики
У даний час сад займає площу 7,4 га (та 0,33 га займають оранжереї), тут росте близько 7,5 тисяч видів рослин (з урахуванням різних сортів — 11,5 тисяч).
У дендрарії саду ростуть: таксодіум дворядний, секвоядендрон, секвоя, кедр, криптомерія японська, кунінгамія ланцетовидная, модрина польська, Cupressocyparis leylandii, Sciadopitys verticillata.
У саду росте 27 дерев, які вважаються пам'ятками природи, серед них: дуби, тиси, гінкго, буки і платани.
В альпінарії можна побачити побудований у 1856 році геологічний розріз Валбжихських вугільних родовищ, а також скам'янілі сліди вимерлих рослин, скам'янілі стовбури дерев.
З 1988 року філією ботанічного саду є дендрарій у Войславіце (поблизу Немча), площа якого 62 га та який славиться великою колекцією рододендронів та рідкісних хвойних.